# AgustaWestland AW169
L'AgustaWestland AW169 è un elicottero prodotto dal 2015 dall'azienda italiana Leonardo (precedentemente AgustaWestland, poi confluita nella nuova Finmeccanica e rinominata Leonardo dal 2017). Si tratta di un bimotore leggero, che può essere configurato per un massimo di 11 posti.

## Progettazione e sviluppo

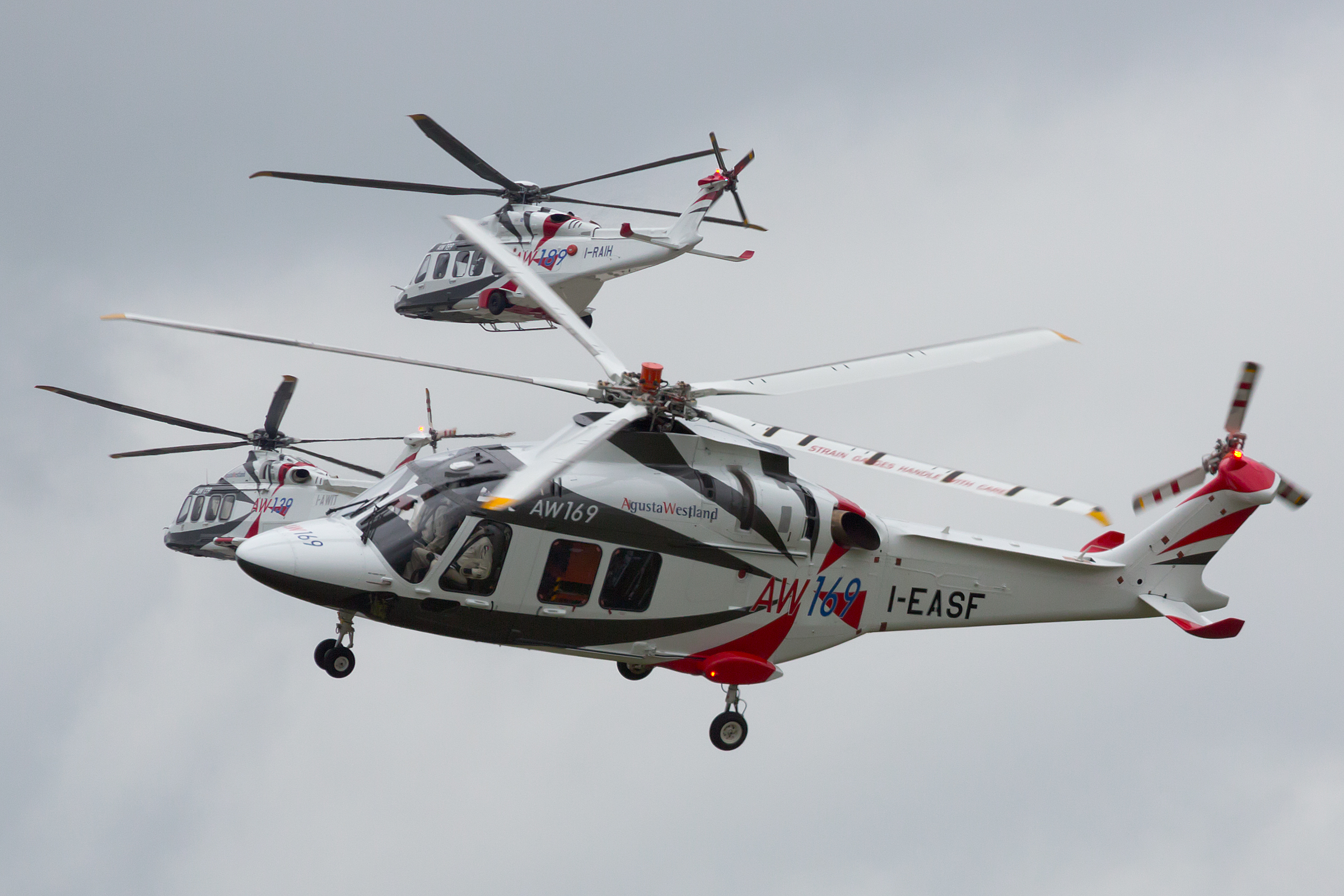
Un prototipo di AW169 durante il Farnborough Airshow del 2012; sullo sfondo un AW139 (in basso) e un AW189 (in alto)

L'elicottero è stato presentato al pubblico il 19 luglio 2010 durante il 47° Farnborough International Air Show; è stato subito considerato il concorrente dei più famosi Eurocopter EC 145 e Eurocopter Dauphin.
Il 10 maggio 2012 ha compiuto il primo volo mentre l'azienda italiana ha previsto l'entrata in servizio per il 2014. Secondo le stime dell'AgustaWestland entro il 2030 saranno operative circa 1 000 unità di AW169.
L'AW169 è stato concepito per avere un peso massimo al decollo di 4 800 kg, questo lo colloca in una posizione intermedia all'interno della gamma dell'azienda, tra il più piccolo AW109, elicottero a 8 posti con 3 400 kg, e il più grosso AW139, elicottero con 15 posti e 7 000 kg.

## Storia

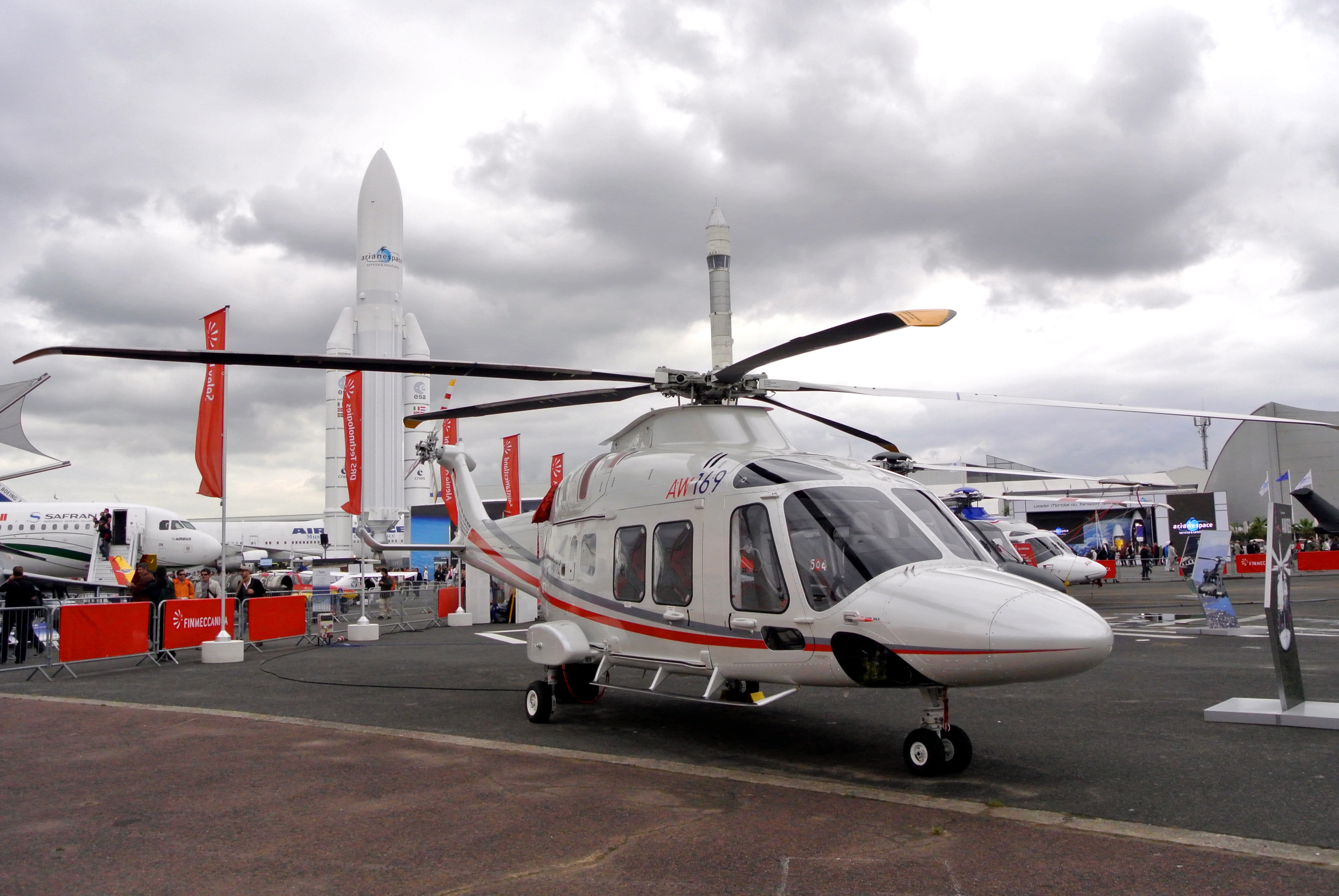
AW169 al Paris Air Show

Il primo prototipo ha volato per la prima volta a Cascina Costa, presso lo stabilimento Agusta, il 10 maggio 2012 al comando dei piloti collaudatori Giuseppe Lo Coco e Giuseppe Afruni e degli ingegneri di volo Massimo Longo e Stefano Rognoni. È prevista la realizzazione di altri tre prototipi entro il 2013.
Nel mese di aprile del 2013 l'AgustaWestland ha presentato una versione per partecipare ad un concorso indetto dell'U.S. Army e, tale versione, è stata definita come AW 169 AAS. Il programma dell'esercito militare statunitense cerca di trovare un sostituto al Bell OH-58 Kiowa, ritenuto non compatibile alle esigenze odierne della forza armata. L'azienda italo-inglese sostiene che, anche se il proprio elicottero pesa il doppio rispetto al Kiowa, l'AW 169 permette una migliore flessibilità d'utilizzo, sistemi tecnologici all'avanguardia e la possibilità di aggiornare l'elicottero facilmente per sostenere le future operazioni.
Nel 2015 è iniziata la produzione, mentre la consegna è prevista per il secondo trimestre del 2015.
A partire dal 2017, l'AW169 viene impiegato nel ruolo HEMS nelle basi di Pescara, Ancona, Fabriano, Messina e Pantelleria operati da Babcock MCS Italia (già Inaer Italia); Elitaliana opera un AW169 per conto dell'ARES 118 della Regione Lazio e Alidaunia opera un altro AW169 HEMS nella base di Foggia. Un altro esemplare è utilizzato a Treviso dal 2018.

## Versioni
- AW169: versione di base.
- AW169M: versione dotata di supporti interni per una mitragliatrice o un fucile di precisione per lato, piloni esterni per mitragliatrici e pod per razzi da 70 mm.[13]
- UH-169A: denominazione adottata dalla Guardia di Finanza per i suoi AW169M.
- UH-169B: denominazione adottata dall'Esercito Italiano per i suoi AW169M da addestramento.
- UH-169C: denominazione adottata dall'Arma dei Carabinieri per i suoi AW169.

## Utilizzatori

### Civili

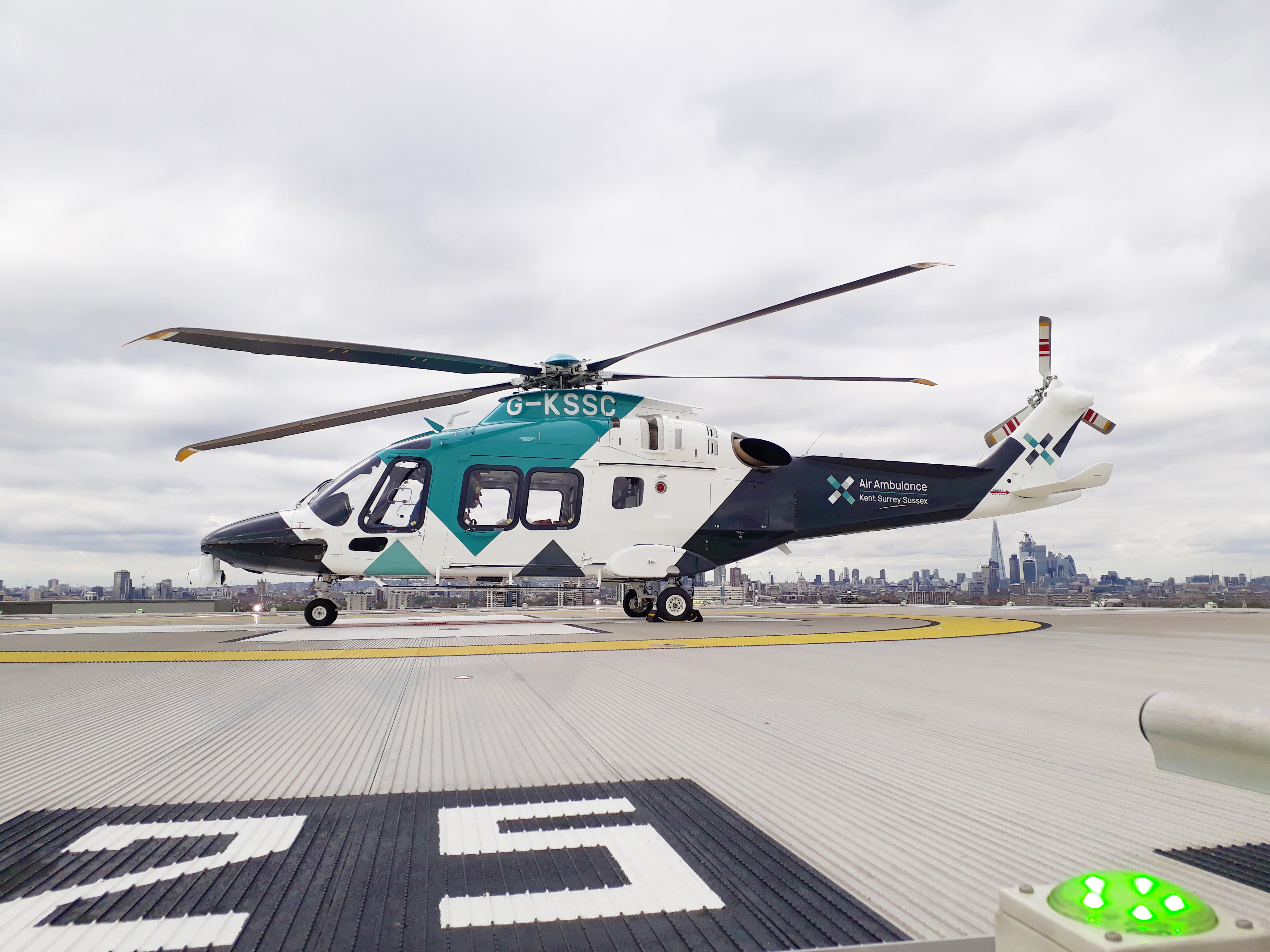
Un AW169 di Specialist Aviation Services in servizio per la Air Ambulance Kent Surrey Sussex

Angola
- Bestfly

4 AW169 ordinati il 17 novembre 2021.
 Belgio
- Noordzee Helikopters Vlaanderen

2 AW169 ordinati a giugno 2019, con consegna prevista tra il 2019 e il 2020.
 Corea del Sud
- Heli-Korea[18]

 Danimarca
- Uni-Fly

 Emirati Arabi Uniti
- Falcon Aviation[19]
- Abu Dhabi Aviation

2 AW169 ordinati a novembre 2019 consegnati nel 2020.
 Germania
- HeliService[22]

 Giappone
- Aero Asahi Corporation

1 AW169 in configurazione VIP acquistato a maggio 2024.
- Mitsui Bussan Aerospace

4 esemplari; distributore in Giappone degli AW139, AW169 e AW189.
 India
- Global Vectra Helicorp

 Italia
- Air Corporate Srl
- Airgreen
- Alidaunia[26]
- Babcock MCS Italia[11]
- Elitaliana[27]

 Malaysia
- Weststar Aviation

3 AW169 ordinati a marzo 2019
 Norvegia
- Airlift AS

3 AW169 consegnati e tutti in servizio all'agosto 2019.
 Regno Unito
- Specialist Aviation Services[29]

Oltre ad altri servizi, SAS opera 9 AW169 per le seguenti eliambulanze inglesi (tra parentesi il numero di elicotteri in dotazione):
Air Ambulance Kent Surrey Sussex (2)
Children's Air Ambulance (2)
Cornwall Air Ambulance (1)
Dorset and Somerset Air Ambulance (1)
Essex & Herts Air Ambulance (1)
Lincolnshire & Nottinghamshire Air Ambulance (1)
Magpas Air Ambulance (1).
 Svezia
- Babcock Scandinavian AirAmbulance[34]

 Taiwan
- Emerald Pacific Airlines[35]

### Governativi
Argentina
- Gendarmería Nacional Argentina

1 AW169 ordinato ed in servizio al giugno 2020.
 Brasile
- Corpo de Bombeiros Militar do Estado do Rio de Janeiro

1 AW169 ordinato nel 2019 e consegnato nel 2022.
 Cina
- Polar Research Institute of China

1 ordinato nel 2017.
 Corea del Sud
- Vigili del fuoco di Taegu

1 ordinato e consegnato nel 2019.
 Indonesia
- Polizia nazionale indonesiana

9 AW169 ordinati a fine 2019. I primi 3 sono stati consegnati a marzo 2021.

 Norvegia
- Kystverket (Amministrazione costiera norvegese)
- Norsk Politi (Polizia Norvegese)

3 AW169 consegnati nel 2019, altri 3 in opzione.
 Nuova Zelanda
- Auckland Rescue Helicopter Trust[44]

2 ordinati nel 2018 e in servizio nel 2021.
 Slovenia
- Policija

2 ordinati, il primo consegnato nel 2019. Un terzo esemplare ordinato a novembre 2022.
 Stati Uniti
- Palm Beach County Fire Rescue

2 ordinati nel 2020.
- Travis County STAR Flight

3 ordinati nel 2017 in servizio dal 2019 per soccorso sanitario.
 Thailandia
- Ministero delle risorse naturali e dell'ambiente[50]

### Militari
Austria
- Luftstreitkräfte

A settembre 2020, il Ministero della Difesa austriaco ha ufficialmente annunciato la selezione di 18 elicotteri Leonardo AW169M. L'ordine definitivo per i 18 elicotteri (6 AW169B da addestramento e 12 AW169MA multiruolo) è stato firmato il 2 dicembre 2021. Ulteriori 18 elicotteri (6 AW169B da addestramento e 12 AW169MA multiruolo) sono stati ordinati l'11 novembre 2022. Il primo AW169B è stato preso in consegna il 21 dicembre 2022. Secondo esemplare consegnato il 3 marzo 2023. Terzo esemplare consegnato il 20 maggio 2023.
 Rep. Dominicana
- Fuerza Aérea Dominicana

4 AW169 ex Qatar Emiri Air Force ordinati a marzo 2023, con i primi due esemplari consegnati il 23 marzo 2024.
 Italia
- Servizio aereo della Guardia di Finanza

24 AW169M (di cui sei con carrello fisso e 18 con pattini) più un pacchetto completo di supporto e addestramento ordinati a novembre 2018, con consegne che dovrebbero concludersi nel 2024. Gli elicotteri saranno, inoltre, equipaggiati con un’ampia gamma di sistemi e sensori forniti da Leonardo tra i quali il sistema di missione RW ATOS con una consolle avanzata, il radar di sorveglianza Gabbiano, il sistema elettro-ottico LEOSS, il transponder per individuazione amico/nemico IFF M428, sistemi di comunicazione V/UHF, pannelli di controllo e sistemi luci e la possibilità di impiegare il sistema iperspettrale per telerilevamento SPHYDER. Il primo esemplare è stato consegnato il 12 novembre 2019.
- Servizio aereo carabinieri

6 AW169M (4 più 2 in opzione poi esercitata) ordinati a giugno 2019. L'ultimo dei sei esemplari ordinati è stato consegnato il 18 gennaio 2024.
- Aviazione dell'Esercito

2 AW169 ABC (Addestramento Basico Commerciale) ordinati il 20 dicembre 2019, che saranno seguiti, a partire dal 2023, da ulteriori 15 AW169MA (Multiruolo Avanzato). Il primo dei due AW169 ABC (ridesignati dall'esercito UH-169B) è stato consegnato il 10 luglio 2020. Nel 2021 è seguita l'approvazione di una seconda tranche per complessivi 33 esemplari. Primo UH-169D dotato di pattini consegnato il 28 aprile 2025. La consegna di questo primo UH-169D fa parte di un ordine complessivo di 25 elicotteri.
 Macedonia del Nord
- Voeno Vozduhoplovstvo i Protivvozdušna Odbrana

4 AW169 selezionati il 22 gennaio 2024, acquistati ufficialmente il 26 marzo successivo.
 Qatar
- Qatar Emiri Air Force

4 AW169 ordinati ad inizio 2020, e consegnati due a febbraio e due a marzo 2021. Gli elicotteri non sono mai entrati effettivamente in servizio e sono stati ceduti alla Fuerza Aérea Dominicana a marzo 2023.

## Incidenti

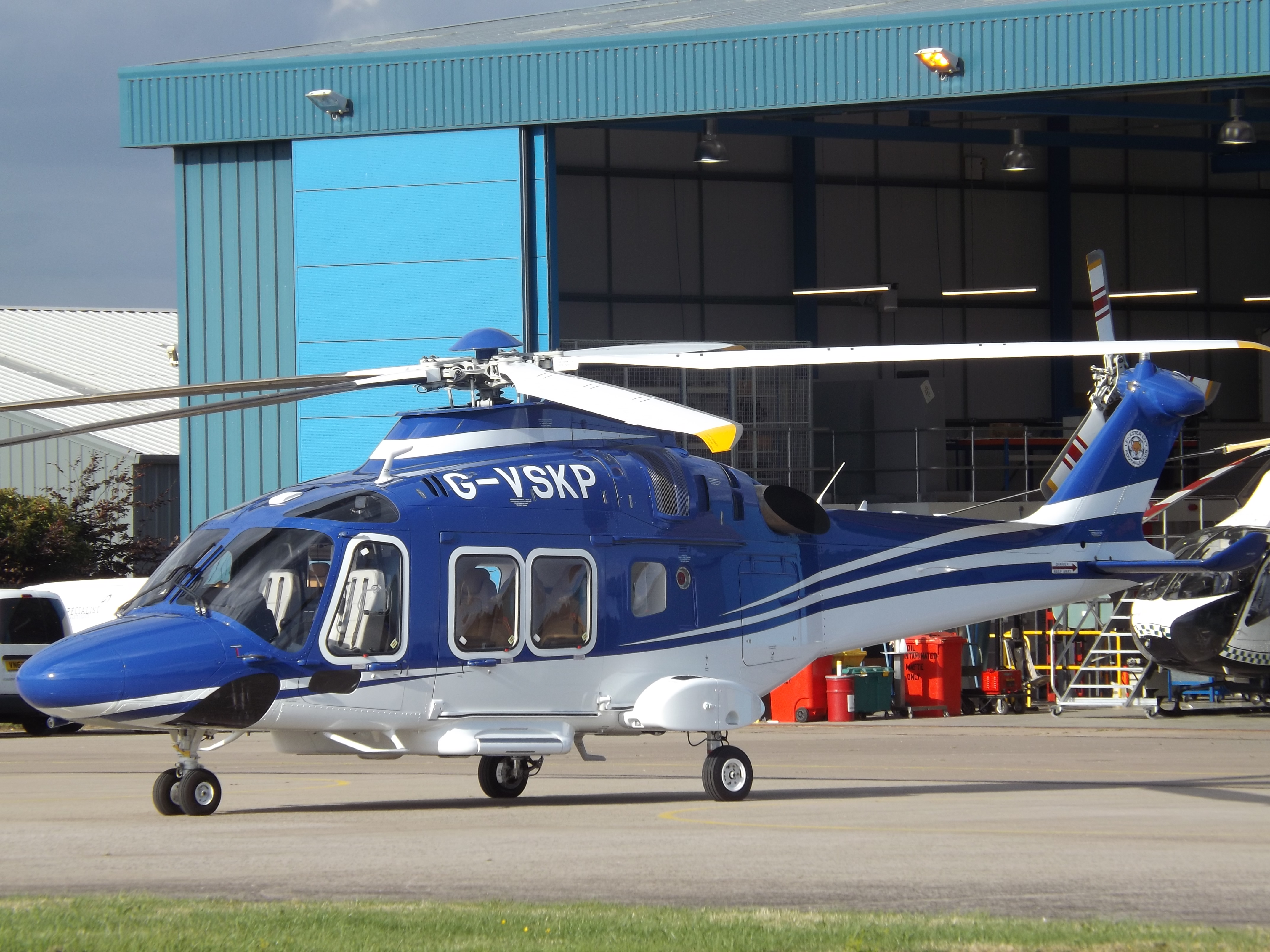
L'AW169 precipitato a Leicester il 27 ottobre 2018

- 27 ottobre 2018: l'AW169 registrato G-VSKP del miliardario Vichai Srivaddhanaprabha, presidente della squadra Leicester City F.C., precipita appena dopo il decollo dal King Power Stadium di Leicester, Regno Unito. Nell'aeromobile, distrutto dalle fiamme, trovano la morte cinque persone, incluso Vichai.[89][90] La commissione d'inchiesta con uno Special Bulletin del Air Accident Investigation Branch (AAIB) attribuisce il fatto alla perdita di controllo del rotore di coda. Nel dicembre 2018 l'AAIB dichiara che un cuscinetto montato sul controllo del rotore di coda si ruppe, causando lo svitamento dello stesso e la separazione dell'albero di controllo dalla leva che trasmette il comando all'albero.[91]
- 27 marzo 2021: un AW169 della Guardia di Finanza si ribalta all'aeroporto di Bolzano dopo aver perso il controllo durante il rullaggio.[92][93]

## Elicotteri comparabili
- Airbus Helicopters AS365 Dauphin
- Airbus Helicopters H145
- Bell 429
- Sikorsky S-76